# Genova Rivarolo
Genova Rivarolo (wł: Stazione di Genova Rivarolo) – stacja kolejowa w Genui, w regionie Liguria, we Włoszech. Znajdują się tu 2 perony.